# Mickey Finn (guitariste)
Pour les articles homonymes, voir Mickey Finn.
Mickey Finn, Micky Finn, ou encore Mickey Waller, de son véritable nom Michael Finn Waller est un guitariste irlandais né le 3 mars 1947 à Cork et mort le 1er février 2013 à Levallois-Perret.
Régulièrement confondu avec un lointain cousin, Mickey Finn, percussionniste de T. Rex, il a enregistré plusieurs albums sous son nom, et joué avec de nombreux artistes parmi lesquels Jimmy Page, Murray Head, Jeff Beck, Nino Ferrer et Jacques Higelin pour lesquels il a composé plusieurs chansons.

## Biographie
Michael Finn Waller porte deux noms de famille à la suite d'une erreur commise par son grand-père qui déclare sa naissance en indiquant son propre nom de famille (Finn) et non celui de son beau-fils (Waller). Il est le troisième enfant de la famille, naissant après deux filles, Pamela et Maureen. Le guitariste utilisera tout au long de sa vie l'un ou l'autre de ses deux noms en fonction des circonstances. Sa famille emménage à Londres quelques mois après sa naissance, ville où son père fait après quelques années l'acquisition d'un pub.
L'un de ses oncles possède le Speakeasy, un des clubs les plus prisés de Londres à cette époque. C'est pour lui, à l'adolescence, l'opportunité de croiser quelques uns des meilleurs musiciens rock du moment (Rod Stewart, Jeff Beck, Jimi Hendrix y passent régulièrement). Selon Finn, Jimmy Page, qui n'était pas encore connu, lui apprend à jouer de la guitare. Mickey Finn fonde son tout premier groupe, The Strangers, en 1961. Jimmy Page et lui se mettent à accompagner les mêmes chanteurs, Finn le remplaçant en cas d'absence. Pour des raisons alimentaires, Jimmy Page devient ensuite un membre régulier de The Blue Men, fondé en 1963, et premier groupe de Mickey Finn à enregistrer un disque en 1964. En 1965, le groupe se renomme plus simplement « Mickey Finn ». Un de leurs singles, The Garden of my Mind, sorti en 1967, figure sur deux compilations consacrées au rock psychédélique de cette époque (Chocolate Soup For Diabetics volume 5 et Nuggets II).
Mickey Finn collabore à la fin des années 1960 avec des groupes aux styles très variés comme Sam Gopal (rock psychédélique) ou Heaven (British band) (en) (jazz-rock), et accompagne Jeff Beck en tournée.
À partir de 1967, il se rend chaque été sur la Cote d'Azur pour animer des clubs, dont le Vroom-Vroom situé à Juan-les-Pins, s'y produisant le plus souvent sous le nom de Mickey Finn and The Blue Men. C'est dans ce cadre qu'il rencontre Nino Ferrer en 1972. Ce dernier, impressionné, lui propose de participer à l'enregistrement de son prochain album, et l'héberge avec son groupe pendant 3 mois. Pendant cette période, Mickey Finn et ses musiciens l'accompagnent lors de prestations à la télévision.
Après l'enregistrement de Nino Ferrer and Leggs, la maison de disques du chanteur italien s'oppose à une tournée ou à des participations à des festivals. Mickey Finn retourne en Angleterre et participe à la création d'une autre formation, Heavy Metal Kids (en). Un album sort en 1974, qui connaît un certain succès (500 000 exemplaires vendus dans le monde), si bien que le groupe est repéré par David Bowie dont il assure la première partie de sa tournée européenne en 1975. Finn ne reste toutefois pas très longtemps au sein de Heavy Metal Kids. On le retrouve sur l'album Say It ain't so de Murray Head en 1975, puis il participe au premier album de Steve Marriott en 1976 et à la reformation de Humble Pie.
La même année il retrouve Nino Ferrer pour l'enregistrement de l'album Blanat. Il va dès lors passer la majeure partie de son temps en France. Micky Finn sera encore présent sur les trois albums suivants du chanteur. Mis en contact avec lui par Nino Ferrer, il accompagne Jacques Higelin sur scène de 1977 à 1983. Il assure également les guitares sur les deux albums studio parus en 1979, Champagne pour tout le monde et Caviar pour les autres... ainsi que sur Higelin '82 (1982), et compose les musiques de trois de ses chansons.
En 1989, Mickey Finn est père pour la première et unique fois. En 1992, il figure sur le premier album de Philippe Amirault, Elles sont îles. Recontacté par Nino Ferrer, il contribue activement à l'album La Désabusion, publié en 1993, dont presque tous les morceaux sont marqués par son style puissant, et participe à la tournée de promotion du disque.
A la fin des années 1990, il reforme avec des musiciens français son groupe originel, Mickey Finn and The Blue Men, et publie deux albums, en 1999 et 2004. Le groupe se sépare en 2006. En 2003, il s'associe avec Delphine Gavinet pour former le duo blues-rock Mickey Finn & Jo'. Il se produit alors régulièrement dans un club de Saint Ouen. Mickey Finn fait une courte apparition dans le film Feux Rouges (2004) réalisé par Cédric Kahn dans le rôle d'un rocker irlandais.
En 2008, il joue dans l'opéra Rock  ''Sonetto per Ninetto'' mis en scène par Olivier Maltinti, qui a été créé au théâtre des Bernardines à Marseille. Il a co-composé la musique de ''Sonetto per Ninetto'' avec Oliver Night[réf. nécessaire].

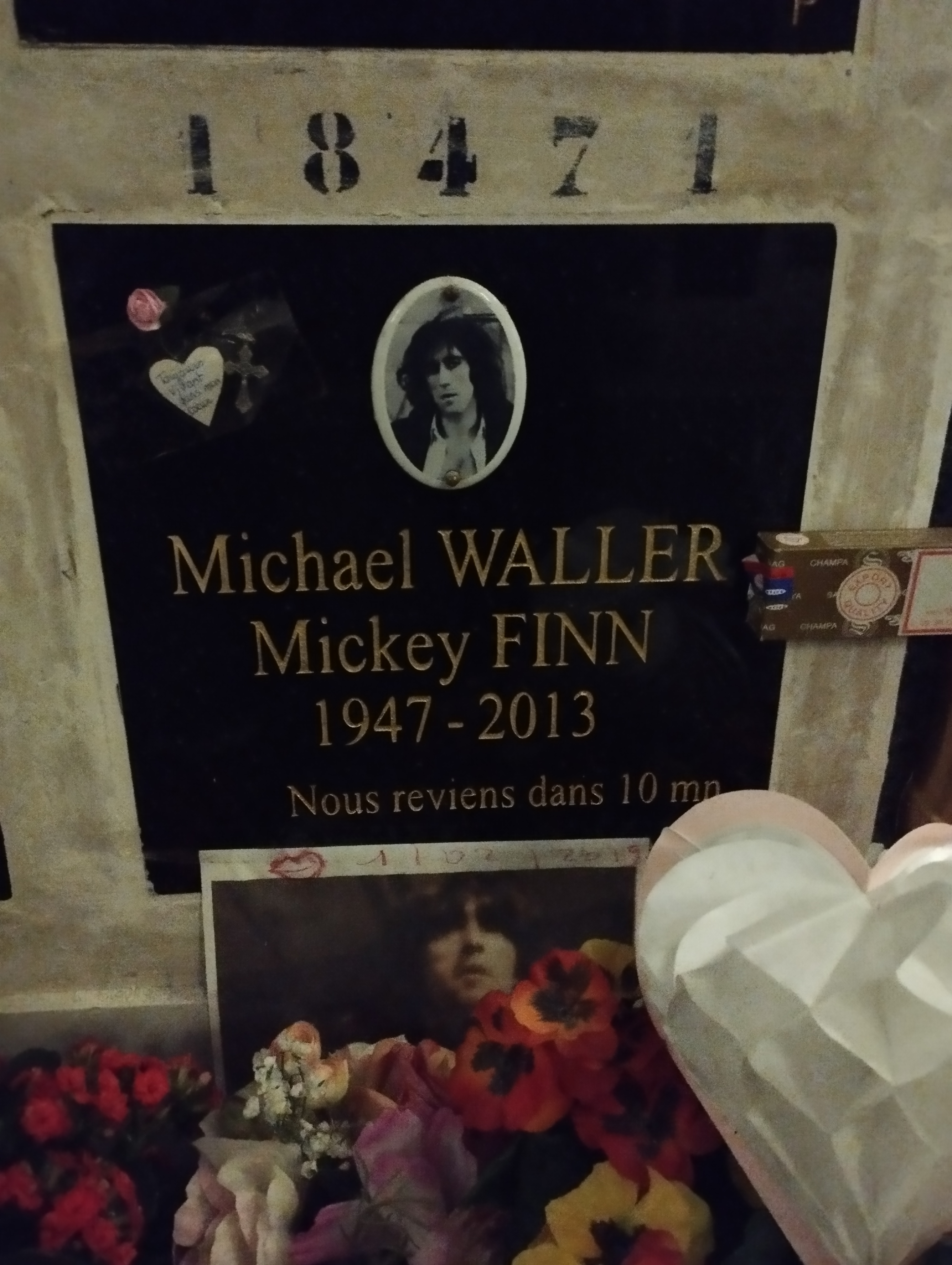
Plaque funéraire de Mickey Finn au columbarium du Père-Lachaise (case n° 18 471).

En 2009, il participe au premier album de l'artiste Iojik. L'année suivante, Mickey Finn & Jo' sort l'album Lucky like that.
Malade depuis plusieurs mois, Mickey Finn meurt le 1er février 2013 à Levallois-Perret d'un cancer de la gorge. Il repose au columbarium du Père Lachaise, ses funérailles festives ayant réuni d'anciens partenaires musicaux et amis dont Murray Head.

## Relation avec Nino Ferrer
Nino Ferrer and Leggs sort en 1973, Micky Finn et son groupe de hard-rock se cachant derrière un pseudonyme volontairement ridicule en raison de contraintes juridiques. Lors de l'enregistrement de ce disque, une solide amitié s'établit entre les deux hommes aux personnalités complémentaires, enrichie d'une admiration réciproque et d'amusement. Mickey Finn rit en effet des colères quotidiennes de Nino Ferrer, qui amènent celui-ci à quitter le studio d'enregistrement, et qu'il ne comprend pas, ne maîtrisant alors que très peu la langue française. De son côté, le chanteur italien, qui reconnaît la grande influence de Mickey Finn sur ce premier album conjoint, s'amuse des excès du guitariste irlandais.
En 1976, Micky Finn est de nouveau sollicité par Nino Ferrer alors que l'enregistrement d'un nouvel album est dans l'impasse, le chanteur ne ressentant aucune complicité avec les musiciens initialement impliqués. Avec Micky Finn et les Leggs, il retrouve l'énergie et l'entente nécessaires à ce projet, et ce qui va devenir Blanat est bouclé en quelques jours. En témoigne le solo brutal de plus de 3 minutes du guitariste irlandais qui clôt le disque et l'une des toutes premières chansons mélancoliques composées par l'artiste italien à la fin des années 1950, l'Arbre noir, jusque-là inédite. Mickey Finn écrit et compose également le morceau Fallen Angels.
Cet été-là, il accompagne régulièrement le chanteur pour de longues virées en voiture, celui-ci cherchant des endroits remarquables à visiter (sites archéologiques, châteaux...). Ces expéditions débouchent sur l'achat par Nino Ferrer de sa dernière demeure, La Taillade, sur la commune de Saint Cyprien. Mis de côté par Nino Ferrer, les enregistrements de l'été 1976 y donnent lieu en 1978 à de longs mois de mixage auquel Micky Finn participe activement. Blanat, un des deux albums dont Nino Ferrer est le plus fier , est finalement publié en 1979 et fait l'objet de critiques élogieuses, "enfonçant largement Starshooter, Telephone et Bijou", les groupes de rock français alors les plus en vogue.
Mickey Finn est encore présent sur les disques suivants de Nino Ferrer et celui-ci lui rend hommage au détour de deux titres. En 1980, sur le morceau La Maison Tontaine et Tonton, réinterprétation de La Maison près de la fontaine, il fait part de la joie que lui apporte le fait de jouer avec lui. En 1982 il lui consacre une chanson, Micky Micky, dans laquelle il moque gentiment ses excès. Dans le même esprit, il déclare dans une interview pour les Inrockuptibles en 1991 : "Micky m'a fait comprendre la différence entre la vraie musique, celle qui te prend aux tripes, faite avec sincérité et rage, et la musique que tu entends dans les chiottes et les ascenseurs. (....) C'est un frère même si on ne se voit qu'une fois tous les 5 ans. C'est le genre de type qui me téléphone bourré d'un bar de Hambourg à 6h du matin pour nous dire qu'il pense à nous et qu'il nous aime. (...) il pourrait aujourd'hui être le guitariste des Stones, mais il est trop destroy. Il n'a pas de maison, pas de fric, pas de vêtements. Si tu travailles avec lui, tu dois lui prêter ta guitare, ton ampli. Il explose ton ampli, fout ta voiture dans le fossé, vide ton frigidaire, met le feu à ta maison. Quel mec génial !".
Lorsque Nino Ferrer décide d'enregistrer un nouvel album après plusieurs années de silence, il fait naturellement appel à son alter-ego "destroy". Micky Finn est l'un des 3 musiciens sur lesquels repose La Désabusion publié en 1993, enregistré dans un cadre familial avec peu de moyens. En plus d'assurer la guitare électrique sur toutes les pistes, Micky Finn compose la musique de deux titres (Notre Chère Russie et Blues en fin du monde). Les paroles de L'Année Mozart, adaptation de la Marche turque, qui clôt le disque, mettent de nouveau en avant la complicité entre les deux hommes, le final donnant lieu au dialogue suivant :
Nino Ferrer : « Tu viens Micky ? »
Mickey Finn : « Où ça ? »
Nino Ferrer : « Dans un bar ! »
Mickey Finn : « D'accord ! »
Nino Ferrer : « D'accord ? »
Mickey Finn : « D'accord... »

## Discographie

### Mickey Finn and the Blue Men
- Tom Hark / Please Love Me (Blue Beat 203, janvier 1964)
- Pills / Hush Your Mouth (Oriole CB 1927, mars 1964)
- Reelin' And A Rockin' / I Still Want You (Oriole CB 1940, juin 1964)
- God Bless The Child / Ain't Necessarily So (NB3 enregistré en 1965) (édité en 1995).

### The Mickey Finn
- The Sporting Life / Night Comes Down (as Mickey Finn) (Columbia DB 7510, mars 1965)
- I Do Love You / If I Had You Baby (Polydor 56719, juillet 1966)
- Garden of My Mind / Time To Start Loving You (Direction 58-3086, décembre 1967)
- Garden Of My Mind, The Complete Recordings 1964-1967 (RPM Retro 972, 2015)

### The Heavy Metal Kids
- The Heavy Metal Kids LP (Atlantic 1974)

### Phil May and Fallen Angels
- Phil May & Fallen Angels LP (Philips 6410 969, 1978)

### The Mickey Finn
- Ain't Necessarily So / God Bless The Child (Noiseburger, avril 1995) (enregistré en 1965)

### Mickey Finn and the Blue Men
- Black Hole LP (Ten Minutes Productions, 1999)
- Go Clean EP (Ten Minutes Productions, juin 2004)

Oliver Night
Rubis LP (Le chat pirate Productions 2010)

### Mickey Finn and Jo
- Lucky Like That LP (Ten Minutes Productions, 2010)